# Province de Côme
La province de Côme est une province italienne, dans la région de Lombardie.
La capitale provinciale est Côme.

## Géographie
C’est une province située au nord de Milan et limitrophe du canton suisse du Tessin. 

## Administration
Sa capitale est Côme.